# Espacialisme

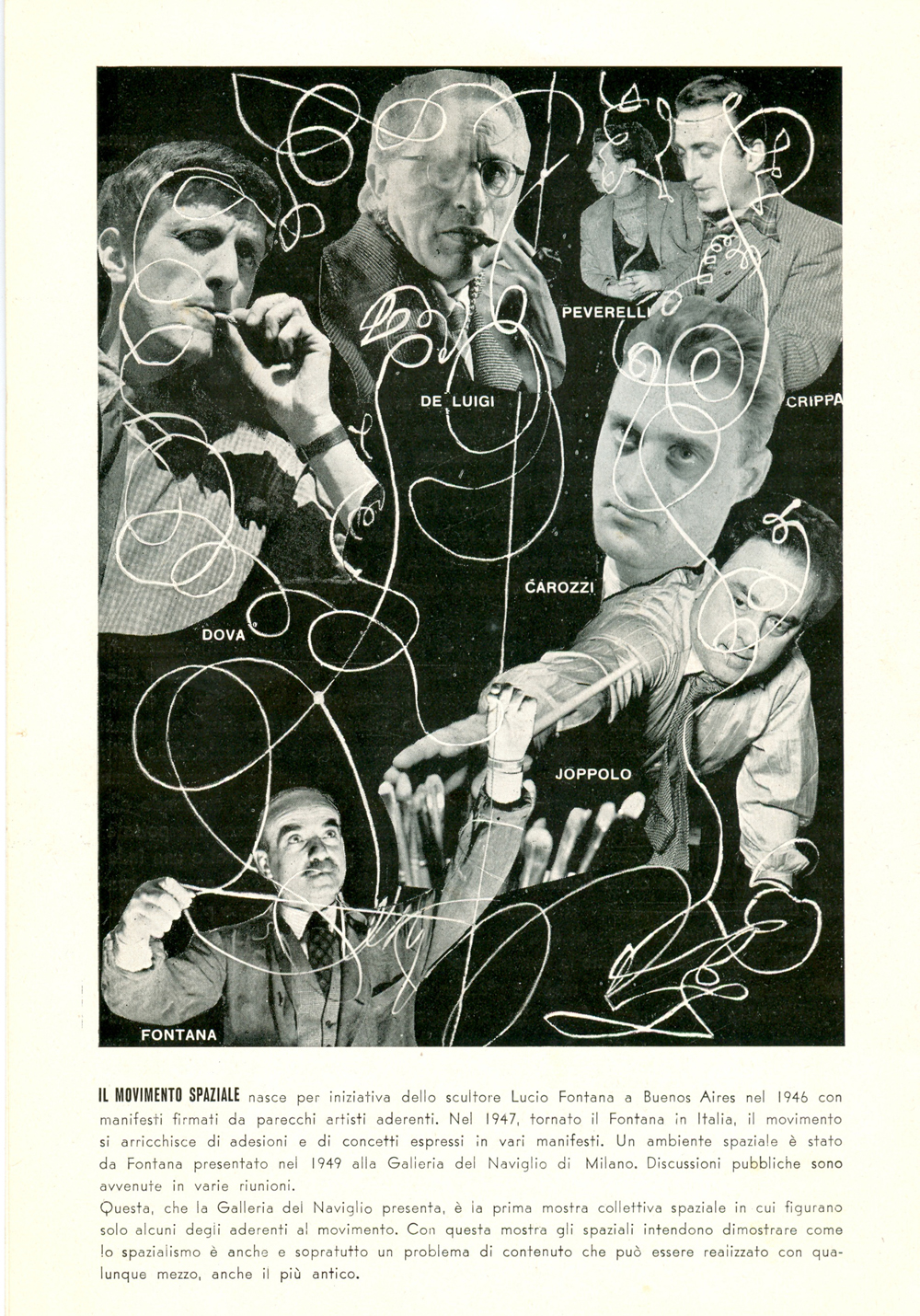
«Movimento spaziale»

L'espacialisme (en italià, spazialismo o movimento spazialista o movimento spaziale) és un moviment artístic fundat per l'artista Lucio Fontana el 1946, poc després de la Segona Guerra Mundial. Mentre estava refugiat a l'Argentina, Fontana va presentar el Manifiesto Blanco el 1946, on s'exposaven les bases del moviment. Un dels aspectes més rellevants era la creació d'espais fent servir la matèria, la massa i el buit, i també mitjançant el contrastos de colors i llum, fent servir empasatats sobre les teles i incisions a la tela. El moviment coincideix aproximadament amb el naixement de l'Expressionisme abstracte a Nova York. La primera exposició es va celebrar el 1949. L'espacialisme combina idees del moviment Dadà, el taquisme i l'art concret.

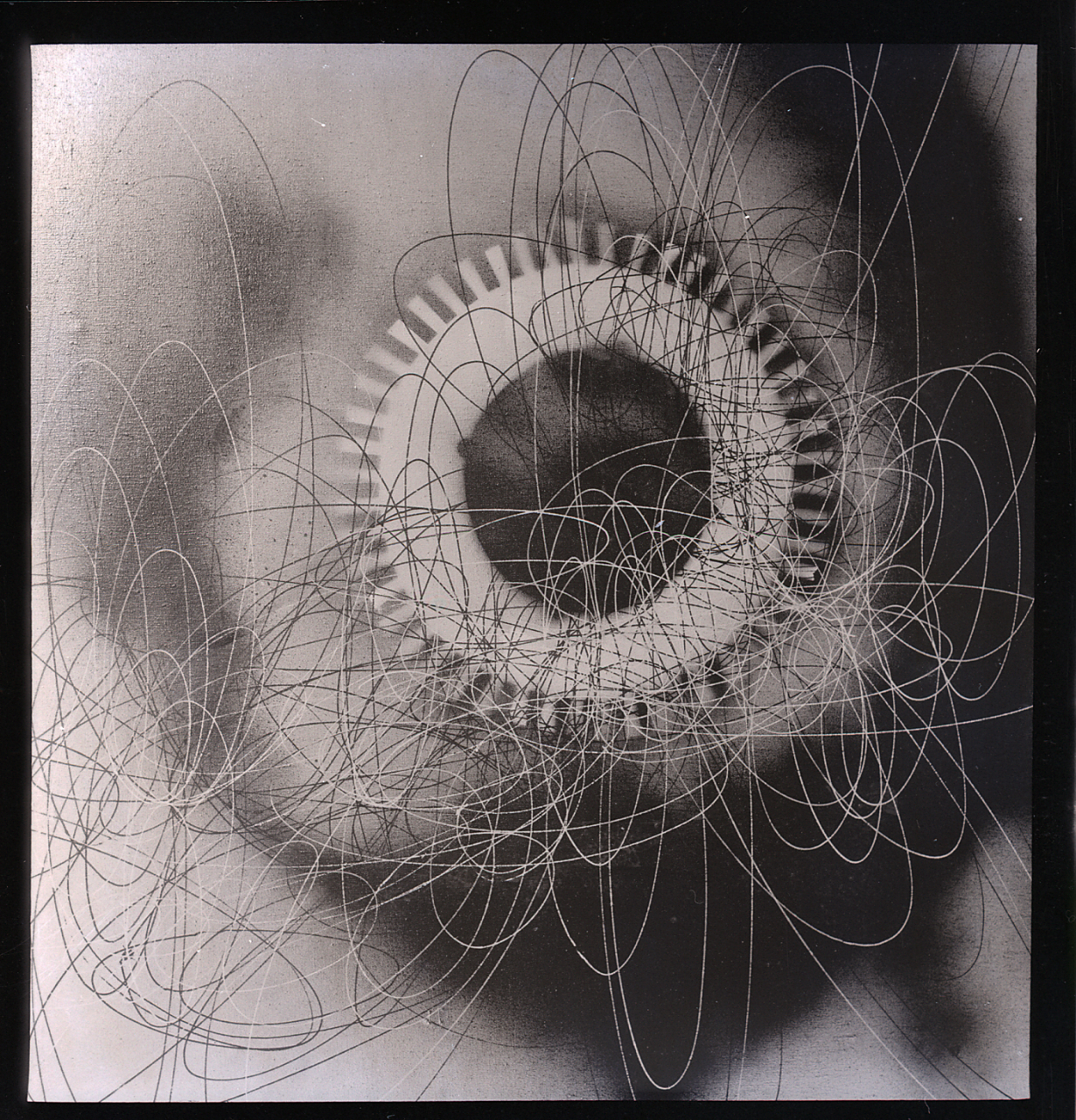
Roberto Crippa, Spirali. Foto Paolo Monti, 1953 (Fondo Paolo Monti, BEIC).

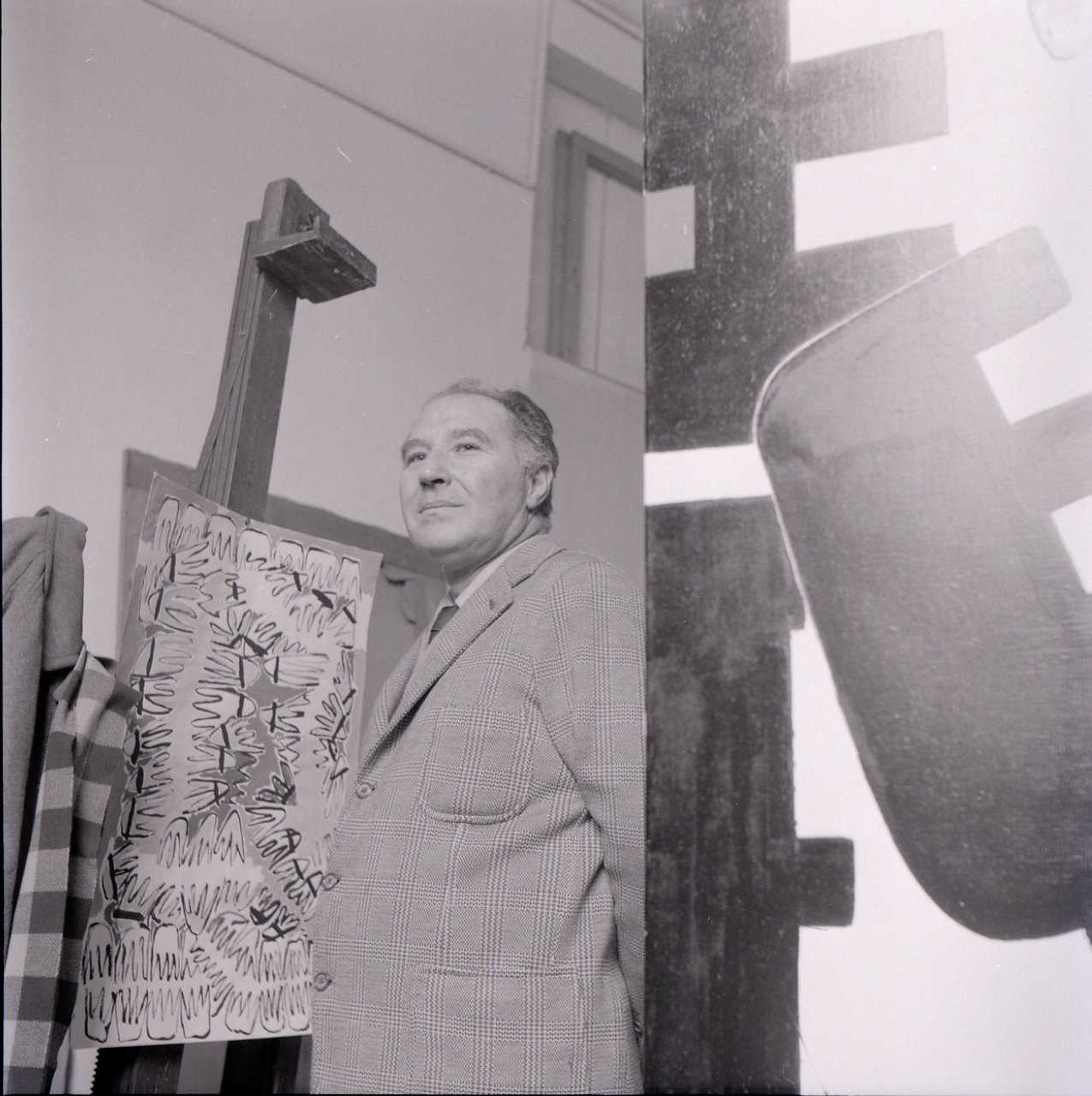
Giuseppe Capogrossi. Foto Paolo Monti, 1972.

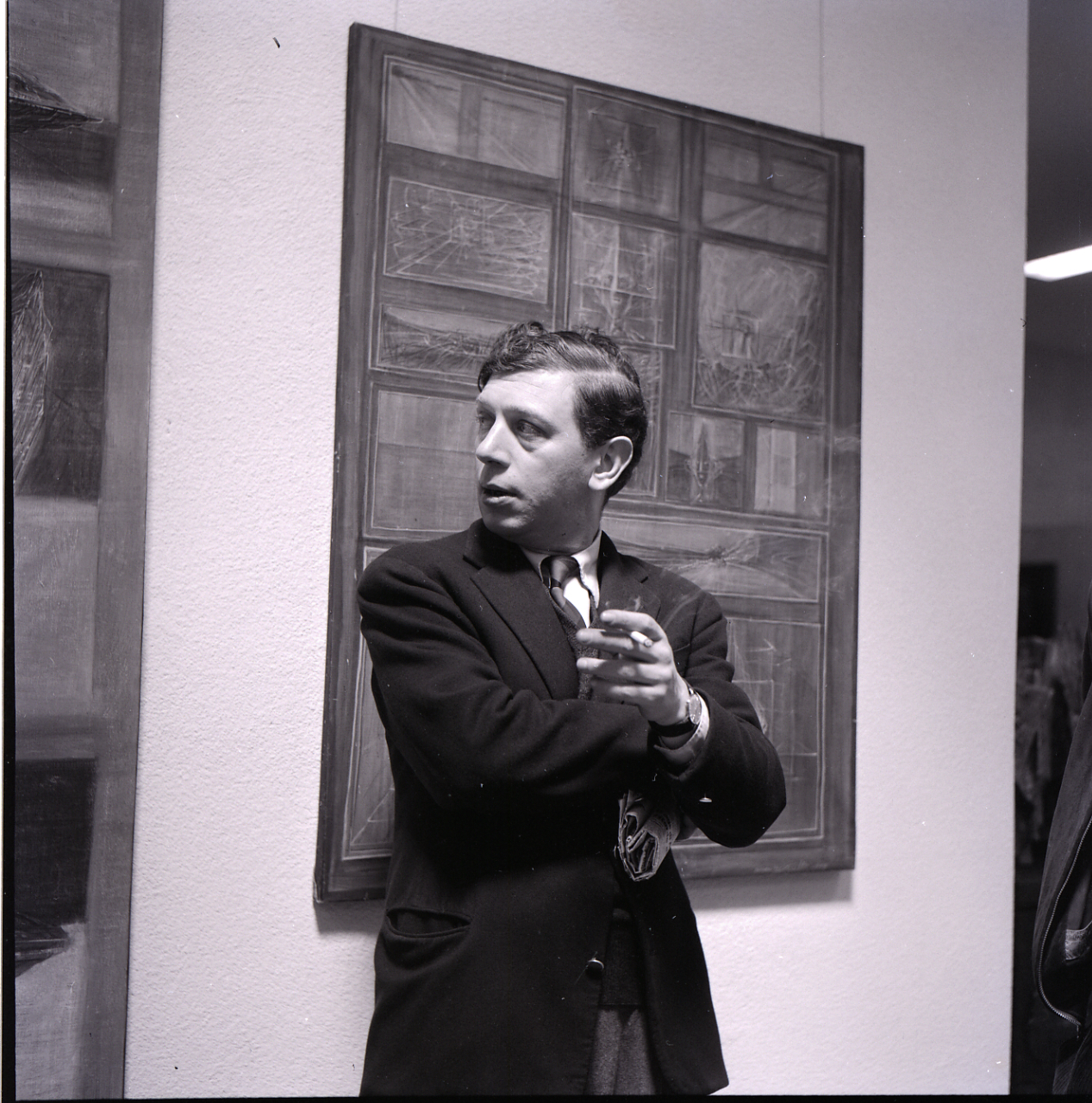
Cesare Peverelli. Foto Paolo Monti.

Fontana desitjava crear art «per a la nova era» que mostraria l'«autèntic espai del món». El que diferenciava aquest moviment de l'expressionisme abstracte era el concepte d'erradicar o apartar l'art del cavallet i la pintura, i intentar captar el moviment i el temps com els principals principis de l'obra. Els pintors espacialistes no pintaven la tela, sinó que creaven sobre ella construccions que demostraven als ulls de l'espectador com, també en el camp purament pictòric, existia la tridimensionalitat.
Les obres més famoses de Fontana van ser els seus llenços apunyalats o esquinçats, amb una fulla d'afaitar o amb un cúter, que es trencaven just en el lloc de la pintura. Són els famosos tagli nella tela (talls a la tela): teles monocromàtiques en què es van practicar incisions. D'aquesta manera es comprèn que en els llenços existia la profunditat. Els espacialistes, sovint, construïen els seus quadres i composicions amb claus i diversos objectes per tal de demostrar com en tots els objectes està present l'espai tridimensional.
El llegat que va deixar Fontana va ser un Art conceptual i un conjunt d'artistes ambientals que continuarien les seves idees de transcendir el llenç i entrar en el regne de la realitat.

## Manifests espacialistes
Els espacialistes van difondre les seves idees en forma de manifests i fulletons. Entre els documents més importants d'aquest tipus hi ha: 
- Manifesto blanco (Manifest blanc) de Fontana, publicat a Buenos Aires el 1946
- Primo manifesto dello Spazialismo (Primer manifest de l'espacialisme) de Beniamino Joppolo, 1947
- Secondo manifesto dello Spazialismo' (Segon manifest de l'espacialisme) d'Antoní Tullier, 1948
- Proposta di un Regolamento del Movimento Spaziale
- Manifesto tecnico dello Spazialismo (Manifest espacial) de Fontana, 1951

## Artistes espacialistes
- Guido Antoni
- Mario Deluigi
- Lucio Fontana
- Beniamino Joppolo
- Giorgio Kaisserlian
- Cesare Oeverelli
- Tancredi (Tancredi Parmeggiani)
- Giuseppe Tarantino
- Alberto Viani